# Mahmoud Al-Youssef
Mahmoud Al-Youssef (in arabo محمود اليوسف‎?; Laodicea, 20 gennaio 1988) è un calciatore siriano, portiere del Victory e della Nazionale siriana.

## Carriera

### Nazionale
Con la Nazionale siriana ha preso parte alla Coppa d'Asia 2019.